# 姜敏赫
姜敏赫（韓語：강민혁，1991年6月28日—），韓國三人男子樂團CNBLUE成員，擔任鼓手。出生地於京畿道高陽市日山，在韓國出道前曾在日本以獨立樂隊活動。

## 經歷
- 2007年在學校附近收到公司給的名片，半信半疑時，看見FTISLAND前輩出道的公司名稱和名片印的公司相同，於是前往面試，成為CNBLUE一員。
- 2009年六月前往日本，作為樂團修練留學，開始100多場的街頭演奏表演。6月25日涉谷車站前為第一場街頭表演。
- 2009年八月發行《Now or Never》作為獨立樂團在日本出道。
- 2010年隨著CNBLUE於1月14日在韓國出道至今。
- 2011年CNBLUE結束日本獨立樂團活動，於2011年10月19日發行《In My Head》在日本主流出道至今。
- 2018年入伍，並在2020年退伍。

## 音樂
所屬樂團之共同作品，請參閱 CNBLUE
- 2010年《Bluelove》專輯〈Sweet Holiday〉參與作詞
- 2010年《木吉他：20歲之歌Acoustic》OST〈High Fly 展翅高飛〉（與李宗泫）
- 2011年7月6日《你為我著迷》OST Part.2 〈별 星星〉Solo曲
- 2016年《戲子》OST Part.4 〈I See you （页面存档备份，存于） 〉
- 2019年1月11日：日語數位單曲《Moontalk》
- 2019年2月14日：日語數位單曲《On The Cheek》
- 2019年3月13日：日語迷你專輯《On The Cheek》

## 粉絲見面會
- CNBLUE SPECIAL FANMEETING <BOICE CAFÉ : KMH CAFÉ>[2]

| 日期          | 見面會站次 | 舉行地點       |
| 2018年6月24日 | 首爾站     | Sowol Art Hall |

## 影視作品

### 電視劇
| 年份 | 電視台  | 劇名                         | 角色   | 備註       |
| 2010 | SBS     | 沒關係，爸爸的女兒           | 黃延斗 | 男配角     |
| 2011 | MBC     | 你為我著迷                   | 呂俊熙 | 男配角     |
| 2012 | KBS     | 小媳婦女王                   | 車世光 | 男配角     |
| 2013 | SBS     | 欲戴王冠，必承其重－繼承者們 | 尹燦榮 | 男配角     |
| 2016 | SBS     | 戲子                         | 趙河那 | 第二男主角 |
| 2017 | KBS     | 學校2017                     | 鍾勤   | 特別出演   |
| 2017 | MBC     | 醫療船                       | 郭賢   | 第一男主角 |
| 2021 | Kakao   | 剛剛三十歲（網絡劇）         | 李勝儒 | 第一男主角 |
| 2021 | MBC     | Oh！珠仁君                   | 柳真   | 第二男主角 |
| 2023 | Netflix | 絕世網紅                     | 韓俊景 | 第一男主角 |

### 電影
| 年份 | 片名                     | 角色 | 備註       |
| 2010 | 木吉他：20歲之歌Acoustic | 海元 | 單元男主角 |
| 2018 | 宮合                     | 姜輝 | 第三男主角 |
| 2023 | 揭露                     | 政民 | 第一男主角 |

### 音樂錄影帶（MV）
| 年份 | 曲目                  | 歌手           |
| 2010 | 마법소녀 魔法少女     | Orange Caramel |
| 2012 | illa illa (일라 일라) | Juniel         |

## 主持
- 2010年：Mnet《M! Countdown》主持
- 2014年：KBS《2014 K-Pop World Festival in Changwon》主持（與鄭恩地（A Pink），2014年10月19日）[3]
- 2016年7月1日至11月4日：KBS《Music Bank》固定主持（與率濱（LABOUM））

## 綜藝節目
所屬樂團之共同參與，請參閱 CNBLUE
| 播出日期                     | 電視台   | 節目名稱                | 集數          | 備註                                                               |
| 2010年2月13日                | KBS      | 明星金鐘                | 274           | 與鄭容和一起                                                       |
| 2010年6月28日                | MBC FM   | 神童奎利的深深打破      | -             | -                                                                  |
| 2010年8月14日                | MBC      | 改變世界的Quiz          | -             | 與李正信一起                                                       |
| 2010年11月30日—2010年12月7日 | SBS      | 強心臟                  | 53-54         | -                                                                  |
| 2011年4月8日                 | KBS2     | 스펀지(Sponge) ZERO     | -             | 與李正信一起                                                       |
| 2011年5月7日—2011年5月13日   | Mnet     | Director's Cut          | -             | 與李宗泫一起                                                       |
| 2012年6月7日                 | KBS      | Happy Together Season 3 | -             | 與順藤而上的你劇組演員一起                                         |
| 2013年1月30日(1月23日錄製)   | KBS2     | 維他命                  | 470集         |                                                                    |
| 2013年3月23日                | JTBC     | miracle Korea           |               | 與團員鄭容和當嘉賓                                                 |
| 2014年6月7日—2014年6月14日   | JTBC     | Crime Scene 犯罪現場    | 5-6集         |                                                                    |
| 2014年6月22日                | SBS      | Running Man             | 201集         |                                                                    |
| 2014年7月12日                | JTBC     | Crime Scene 犯罪現場    | 10集          |                                                                    |
| 2015年1月23日—2015年4月3日   | KBS2     | 勇敢的家族              | 1-10集        | 擔任兒子角色                                                       |
| 2015年4月24日 -              | JTBC     | 媽媽在看                | --            |                                                                    |
| 2015年5月20日                | JTBC     | Crime Scene 犯罪現場    | 8集           | 與NS允智出演嘉賓                                                   |
| 2015年6月26日 -2015年12月4日 | MBC      | 我獨自生活              | 111-134集     |                                                                    |
| 2015年7月7,28日-9月22日      | KBS      | 我們小區藝體能          | 113,116-124集 |                                                                    |
| 2016年7月1日                 | KBS      | MUSIC BANK-特別舞台     |               | 與 率濱(LABOUM) 演出 合作舞台"Perhaps Love" （页面存档备份，存于） |
| 2016年7月1日 - 2016年11月4日 | KBS      | MUSIC BANK              |               | 主MC                                                               |
| 2016年8月9日—2016年8月23日   | 江蘇衛視 | 星廚駕到（第三季）      | 7-9集         | 第三季踢館明星                                                     |
| 2016年10月21日               | KBS      | 姐姐們的Slam Dunk       | Ep27          | 客串                                                               |
| 2018年1月19日                | MBC      | 我獨自生活              | 229集         | 客串                                                               |
| 2020年9月12日                | MBC      | 全知干預視角            | 121集         | 客串                                                               |

## 獎項
| 年份 | 頒獎典禮                        | 獎項                        | 作品                         | 結果 |
| 2012 | 第一屆大田電視劇節              | 新星獎                      | 順藤而上的你                 | 獲獎 |
| 2012 | KBS演技大獎                     | 男子新人獎                  | 順藤而上的你                 | 提名 |
| 2013 | SBS演技大獎                     | 新星獎                      | 欲戴王冠，必承其重－繼承者們 | 獲獎 |
| 2014 | 第50屆百想藝術大獎              | 電視部門 男子人氣獎         | 欲戴王冠，必承其重－繼承者們 | 提名 |
| 2014 | 第2屆 Annual Drama Fever Awards | 最佳情侶獎 (與Krystal)      | 欲戴王冠，必承其重－繼承者們 | 獲獎 |
| 2016 | 第五屆APAN Star Awards          | 男子新人賞                  | 戲子                         | 提名 |
| 2016 | SBS演技大獎                     | 浪漫類電視劇 男子優秀演技獎 | 戲子                         | 獲獎 |
| 2017 | MBC演技大獎                     | 迷你劇部門 男子優秀演技獎   | 醫療船                       | 提名 |
| 2017 | MBC演技大獎                     | 男子人氣獎                  | 醫療船                       | 提名 |
| 2021 | MBC演技大獎                     | 迷你劇部門 男子優秀演技獎   | Oh！珠仁君                   | 提名 |

## 代言
所屬樂團之共同作品，請參閱 CNBLUE

## 外部連結
- 姜敏赫 個人Twitter （页面存档备份，存于）
- 姜敏赫的新浪微博
- 姜敏赫的Instagram帳戶
- 姜敏赫的Youtube頻道 （页面存档备份，存于）
- CNBLUE 韓國官方網站 （页面存档备份，存于）
- （日語）CNBLUE 日本官方網站
- （日語）CNBLUE 日本部落格